# Falconelle à casque
Falcunculus frontatus
Espèce
Statut de conservation UICN

 LC  : Préoccupation mineure
La Falconelle à casque (Falcunculus frontatus) est une espèce de passereaux.
Cet oiseau est endémique de l'Est de l'Australie.
On la trouve dans les régions boisées d'eucalyptus. Elle a un bec puissant, un peu analogue à celui des perruches, qui lui sert à arracher les morceaux d'écorces pour aller chercher les insectes qui se cachent au-dessous.

## Description
C'est un petit oiseau (16 cm de long pour un poids de 27 g) avec des couleurs voyantes différentes selon la sous-espèce, une touffe de plumes noires qu'il peut redresser et qui surplombe sa tête et surtout un gros bec. Sa tête est rayée de noir et de blanc. Ses ailes sont grandes ailes et sa queue carrée.
Le mâle est plus gros que les femelles en longueur, envergure, poids et taille du bec. Sa gorge est noire tandis que celle de la femelle est vert olive.

## Alimentation
Elle se nourrit d'insectes dénichés sous les écorces d'eucalyptus qu'elle fait sauter en glissant son bec dans une rainure puis expulse d'un coup de tête. Elle se nourrit aussi de fruits et de graines.

## Habitat
Elle habite les eucalyptus soit en bosquets soit le long des rivières.

## Reproduction
La période de reproduction s'étend d'août à janvier. La femelle pond deux ou trois œufs dans un nid conique situé au sommet d'un eucalyptus. Les œufs sont couvés 23 jours par les deux parents qui participent aussi tous les deux à l'alimentation des poussins. Il y a généralement deux couvées par an.

## Taxinomie
Trois espèces du genre Falconellus sont reconnues en raison de leurs répartitions et de leurs différences de plumage. La falconelle à casque diffère de la falconelle de White (qui a de larges marges alaires jaunes et des ailes gris-brunâtre) et de la falconelle à ventre blanc (qui a un ventre blanc, ailes gris-olive et des rémiges bordées de jaune).